# Henrique Pereira
Henrique Martins Pereira (Lisboa, 15 de febrero de 2002) es un futbolista portugués que juega de delantero en el C. D. Santa Clara de la Primeira Liga.

## Trayectoria
Debutó como profesional con el S. L. Benfica "B" en un empate 1-1 con el F. C. Porto "B" en la Segunda División de Portugal el 25 de enero de 2021.

## Estadísticas

### Clubes
Actualizado al último partido disputado el 2 de noviembre de 2024.
| Club                       | Div.          | Temporada     | Liga  | Liga  | Liga   | Copas nacionales | Copas nacionales | Copas nacionales | Copas internacionales | Copas internacionales | Copas internacionales | Total | Total | Total  |
| Club                       | Div.          | Temporada     | Part. | Goles | Asist. | Part.            | Goles            | Asist.           | Part.                 | Goles                 | Asist.                | Part. | Goles | Asist. |
| -------------------------- | ------------- | ------------- | ----- | ----- | ------ | ---------------- | ---------------- | ---------------- | --------------------- | --------------------- | --------------------- | ----- | ----- | ------ |
| S. L. Benfica "B" Portugal | 2.ª           | 2020-21       | 1     | 0     | 0      | —                | —                | —                | —                     | —                     | —                     | 1     | 0     | 0      |
| S. L. Benfica "B" Portugal | 2.ª           | 2021-22       | 22    | 3     | 1      | —                | —                | —                | —                     | —                     | —                     | 22    | 3     | 1      |
| S. L. Benfica "B" Portugal | 2.ª           | 2022-23       | 34    | 9     | 7      | —                | —                | —                | —                     | —                     | —                     | 34    | 9     | 7      |
| S. L. Benfica "B" Portugal | 2.ª           | 2023-24       | 24    | 6     | 1      | —                | —                | —                | —                     | —                     | —                     | 24    | 6     | 1      |
| S. L. Benfica "B" Portugal | Total club    | Total club    | 81    | 18    | 9      | 0                | 0                | 0                | 0                     | 0                     | 0                     | 81    | 18    | 9      |
| Casa Pia A. C. Portugal    | 1.ª           | 2024-25       | 4     | 1     | 0      | 0                | 0                | 0                | —                     | —                     | —                     | 4     | 1     | 0      |
| Casa Pia A. C. Portugal    | Total club    | Total club    | 4     | 1     | 0      | 0                | 0                | 0                | 0                     | 0                     | 0                     | 4     | 1     | 0      |
| Total carrera              | Total carrera | Total carrera | 85    | 19    | 9      | 0                | 0                | 0                | 0                     | 0                     | 0                     | 85    | 19    | 9      |